# Venteròu (Droma)
Venterol és un municipi francès situat al departament de la Droma i a la regió d'Alvèrnia-Roine-Alps. L'any 2007 tenia 634 habitants.

## Demografia

### Població
El 2007 la població de fet de Venterol era de 634 persones. Hi havia 249 famílies de les quals 56 eren unipersonals (8 homes vivint sols i 48 dones vivint soles), 97 parelles sense fills, 88 parelles amb fills i 8 famílies monoparentals amb fills.
La població ha evolucionat segons el següent gràfic:
Habitants censats

### Habitatges
El 2007 hi havia 350 habitatges, 249 eren l'habitatge principal de la família, 87 eren segones residències i 14 estaven desocupats. 329 eren cases i 19 eren apartaments. Dels 249 habitatges principals, 192 estaven ocupats pels seus propietaris, 41 estaven llogats i ocupats pels llogaters i 16 estaven cedits a títol gratuït; 1 tenia una cambra, 12 en tenien dues, 28 en tenien tres, 59 en tenien quatre i 149 en tenien cinc o més. 188 habitatges disposaven pel capbaix d'una plaça de pàrquing. A 93 habitatges hi havia un automòbil i a 144 n'hi havia dos o més.

### Piràmide de població
La piràmide de població per edats i sexe el 2009 era:
| Homes | Edats   | Dones |
| ----- | ------- | ----- |
| 0     | 95 o +  | 0     |
| 0     | 90 a 94 | 0     |
| 0     | 85 a 89 | 0     |
| 4     | 80 a 84 | 8     |
| 20    | 75 a 79 | 32    |
| 20    | 70 a 74 | 0     |
| 12    | 65 a 69 | 8     |
| 16    | 60 a 64 | 20    |
| 16    | 55 a 59 | 16    |
| 16    | 50 a 54 | 28    |
| 28    | 45 a 49 | 20    |
| 20    | 40 a 44 | 32    |
| 24    | 35 a 39 | 8     |
| 32    | 30 a 34 | 32    |
| 16    | 25 a 29 | 8     |
| 24    | 20 a 24 | 12    |
| 24    | 15 a 19 | 36    |
| 20    | 10 a 14 | 16    |
| 36    | 5 a 9   | 16    |
| 24    | 0 a 4   | 4     |

## Economia
El 2007 la població en edat de treballar era de 410 persones, 298 eren actives i 112 eren inactives. De les 298 persones actives 273 estaven ocupades (146 homes i 127 dones) i 25 estaven aturades (12 homes i 13 dones). De les 112 persones inactives 30 estaven jubilades, 32 estaven estudiant i 50 estaven classificades com a «altres inactius».

### Ingressos
El 2009 a Venterol hi havia 274 unitats fiscals que integraven 654 persones, la mediana anual d'ingressos fiscals per persona era de 16.019 €.

### Activitats econòmiques
Dels 38 establiments que hi havia el 2007, 1 era d'una empresa extractiva, 2 d'empreses alimentàries, 3 d'empreses de fabricació d'altres productes industrials, 9 d'empreses de construcció, 3 d'empreses de comerç i reparació d'automòbils, 3 d'empreses d'hostatgeria i restauració, 2 d'empreses d'informació i comunicació, 1 d'una empresa financera, 2 d'empreses immobiliàries, 6 d'empreses de serveis, 4 d'entitats de l'administració pública i 2 d'empreses classificades com a «altres activitats de serveis».
Dels 10 establiments de servei als particulars que hi havia el 2009, 3 eren paletes, 1 guixaire pintor, 3 lampisteries, 2 electricistes i 1 restaurant.
L'únic establiment comercial que hi havia el 2009 era una fleca.
L'any 2000 a Venterol hi havia 64 explotacions agrícoles que ocupaven un total de 1.134 hectàrees.

## Equipaments sanitaris i escolars
El 2009 hi havia una escola elemental.

## Poblacions més properes
El següent diagrama mostra les poblacions més properes.